# Fusão de galáxias

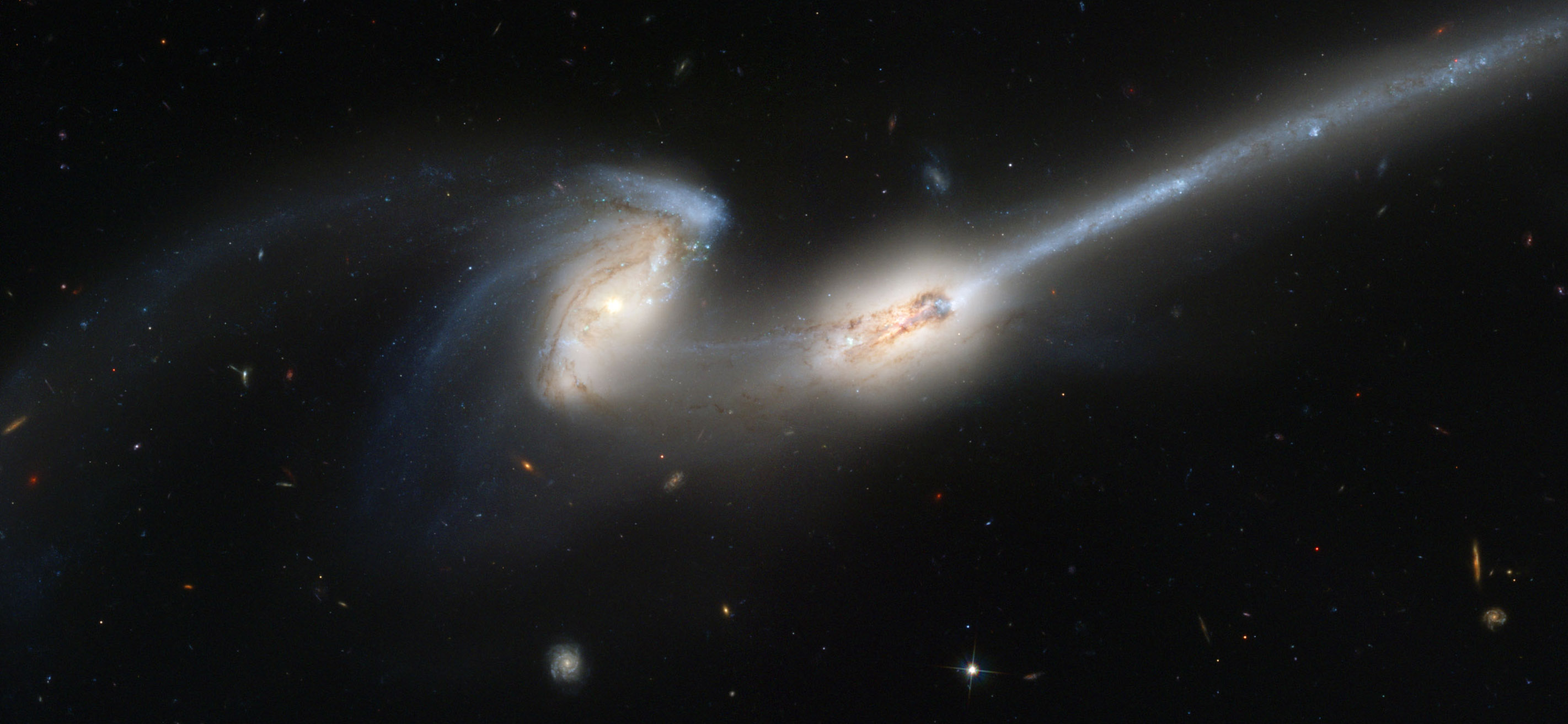
NGC 4676, Telescópio Espacial Hubble.

Fusão de galáxias é um fenômeno que pode ocorrer quando duas ou mais galáxias colidem em determinados ângulos e velocidades. Esse fenômeno é o mais violento tipo de interação entre galáxias. A interação gravitacional entre as galáxias faz com que o gás e poeira tenham um efeito fundamental no processo de interação das galáxias envolvidas. Os efeitos da fusão dependem de vários parâmetros como ângulo de colisão, velocidade, tamanho relativo e composição. Atualmente é uma área de pesquisa muito ativa, a taxa de fusão de galáxias é um parâmetro fundamental para se medir a evolução de galáxias.

## Descrição
Encontros de duas galáxias de massas comparáveis pode ou não resultar em uma fusão dependendo da órbita relativa delas; quanto mais negativa a energia orbital (i.e., sistema mais ligado gravitacionalmente) e menor o momento angular (órbitas mais radiais), maior é a probabilidade de termos uma fusão rápida.
O papel das interações fortes entre as galáxias, o canibalismo galáctico e a fusão entre galáxias têm sido enfatizados nos últimos tempos como responsável parcial por estruturas como o disco espesso da Via Láctea. Modelos de fusão entre galáxias preveem como ocorre a formação de estruturas semelhantes ao disco espesso da Galáxia. As características dessas estruturas dependem de fatores como a massa e a densidade das galáxias interagentes. No processo de fusão ocorre uma redistribuição de energia, quantidade de movimento e momento angular, com a formação de um disco, como observado em nossa galáxia. A determinação das populações estelares nesta região pode servir como teste para a teoria de formação hierárquica dessas estruturas, bem como dar informações sobre os sistemas estelares que interagiram com a Galáxia na época da formação do disco espesso.

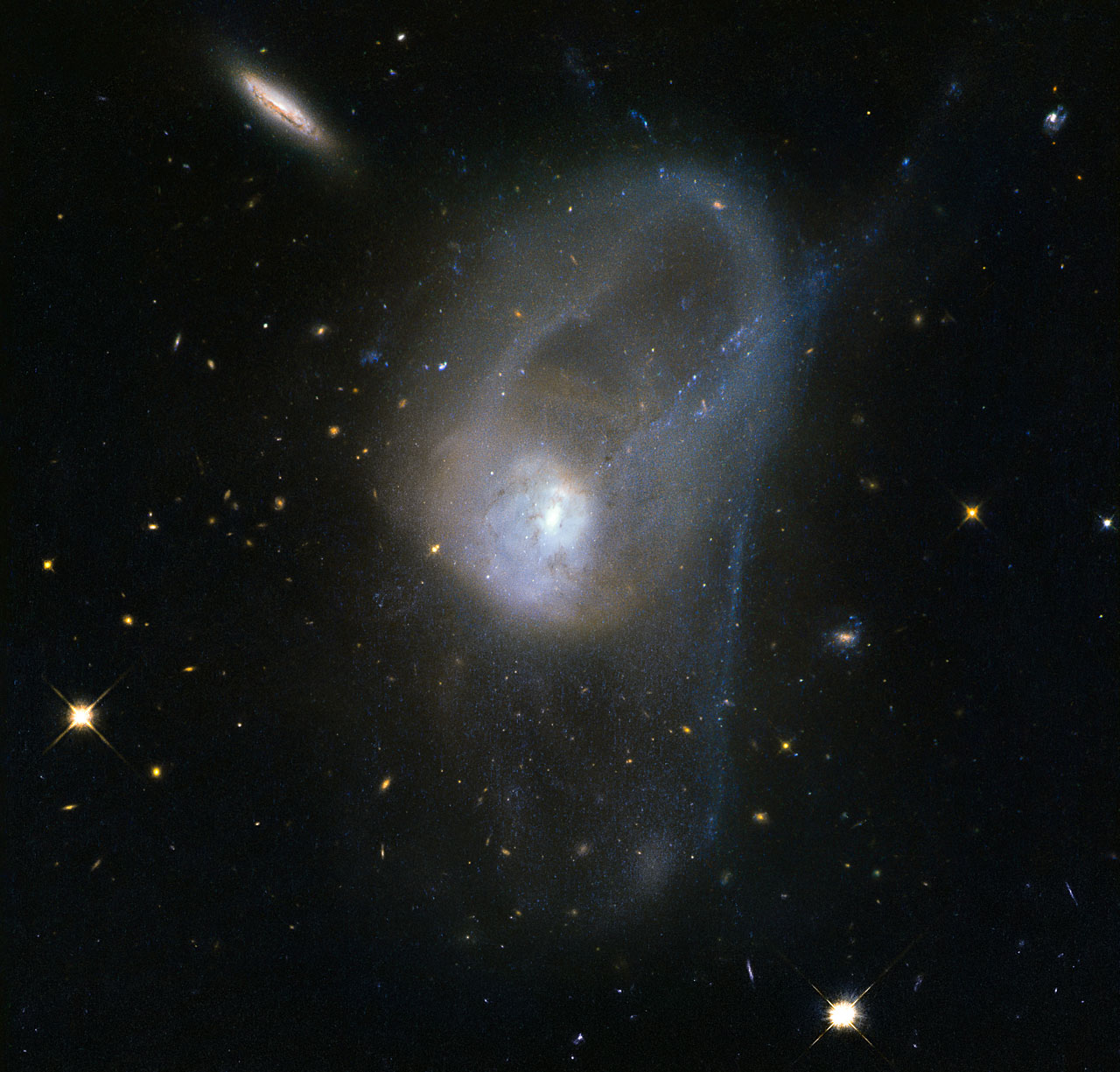
NGC 3921, Estágio tardio de fusão entre duas galáxias.

Se as galáxias colidem com velocidade relativamente baixa, elas podem evitar a disrupção por maré. Os cálculos mostram que algumas partes das galáxias que colidem podem ser ejetadas, enquanto as massas principais se convertem em sistemas binários (ou múltiplos) com pequenas órbitas ao redor uma da outra. O sistema binário formado recentemente, encontra-se envolto em um envelope de estrelas e possivelmente matéria interestelar, e, com o passar do tempo, pode se fundir, formando uma única galáxia. Esse processo é especialmente provável nas colisões entre os membros mais massivos de um aglomerado de galáxias, que tendem a ter velocidades relativamente mais baixas. O termo fusão de galáxias é usado em referência à interação entre galáxias de tamanhos semelhantes. Quando uma galáxia muito grande interage com outra muito menor, as forças de maré da galáxia maior podem ser tão fortes a ponto de destruir a estrutura da galáxia menor, cujos pedaços serão então incorporados pela maior. Astrônomos chamam este processo de canibalismo galáctico.

## Resultados da fusão
Durante a fusão, as estrelas e a matéria escura de uma galáxia são afetadas pelo campo gravitacional da outra. No decorrer do processo de fusão a morfologia das galáxias é alterada, e devido a variação no potencial gravitacional, as estrelas perdem suas órbitas originais, esse processo é chamado de relaxamento violento, onde as estrelas realizam troca de energia com o meio, decorrente do campo gravitacional, que faz com que as estrelas adquiram movimentos complexos e aleatórios, assim como os observados em galáxias elípticas.
Observações recentes mostram que galáxias elípticas gigantes, classificadas como "galáxias cD", têm propriedades peculiares, tais como: halos muito extensos (até 3 milhões de anos luz de diâmetro), núcleos múltiplos, e localização em centros de aglomerados. Essas propriedades sugerem que essas galáxias se formaram através de canibalismo galáctico no passado.
As fusões também são locais de extrema formação de estrelas. A taxa de formação de estrelas durante uma grande fusão pode atingir milhares de massas solares de novas estrelas a cada ano, dependendo do conteúdo de gás de cada galáxia e seu redshift. As taxas de formação estelar em fusões típicas são menos de 100 massas solares por ano. É um número grande em comparação com a nossa Via Láctea, que produz apenas algumas novas estrelas a cada ano.

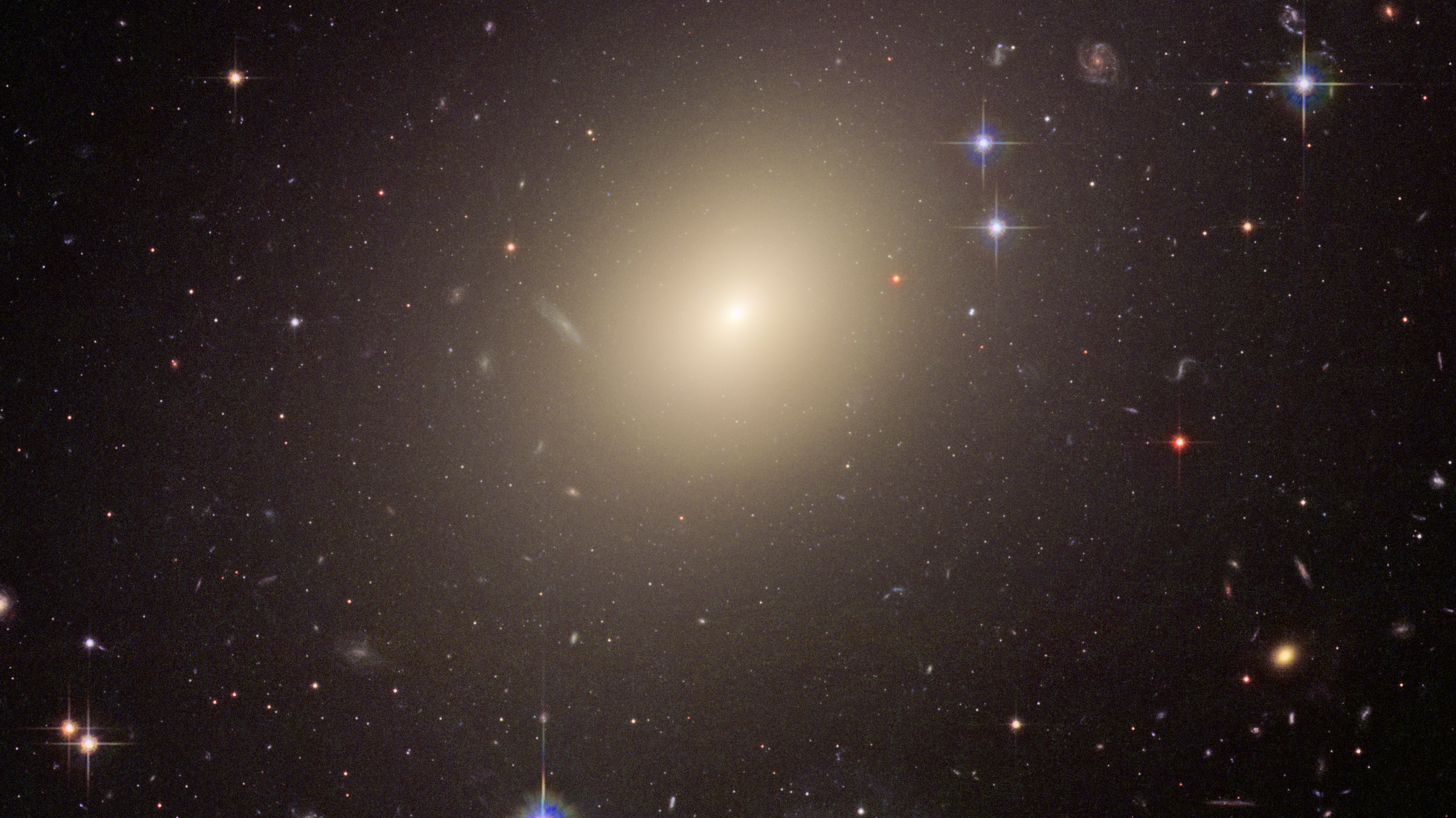
Galáxia elíptica ESO 325-G004.

Embora as estrelas quase nunca cheguem perto o suficiente para realmente colidir durante uma fusão entre galáxias, nuvens moleculares gigantes são puxadas rapidamente para o centro da galáxia, onde colidem com outras nuvens moleculares. Podemos ver esse fenômeno na fusão de galáxias no universo próximo. No entanto, esse processo foi mais pronunciado durante as fusões que formaram a maioria das galáxias elípticas que vemos hoje, o que provavelmente ocorreu de 1 a 10 bilhões de anos atrás, quando havia muito mais gás (e, portanto, mais nuvens moleculares) nas galáxias. Além disso, longe do centro da galáxia, o choque entre as nuvens de gás estimula a formação de novas estrelas. Esses e outros mecanismos implicam numa galáxia com pouco gás disponível para formar novas estrelas após sua fusão. Portanto, se uma galáxia estiver envolvida em uma fusão de tipo grande, e então alguns bilhões de anos se passarem, a galáxia terá poucas estrelas jovens restantes. Isso é o que vemos nas galáxias elípticas observadas atualmente.

## Simulações computacionais
As fusões de galáxias podem ser simuladas em computadores, aumentando nosso conhecimento sobre a formação e evolução de galáxias. Pares de galáxias inicialmente de qualquer tipo morfológico podem ser analisados levando em consideração diversos tipos de parâmetros, como a força gravitacional, a hidrodinâmica do sistema, a dissipação do gás interestelar, a formação de estrelas fora do gás e a energia e massa liberada de volta “feedback” no meio interestelar pelas supernovas.
Uma das maiores fusões de galáxias já observadas consiste em quatro galáxias elípticas no aglomerado CL0958 + 4702. Pode formar uma das maiores galáxias já observadas.

## Tamanho e efeitos morfológicos
Fusões entre galáxias podem ser caracterizadas pela extensão em que a maior galáxia envolvida é alterada em tamanho ou forma pela fusão.
Fusão menor
Quando uma galáxia é significantemente maior que a outra durante uma fusão, esse evento se torna uma fusão de menor proporção (fusão menor). A galáxia maior canibaliza a galáxia menor absorvendo a maior parte de seu gás e estrelas sem sofrer mudanças expressivas.
Acredita-se que nossa galáxia natal, a Via Láctea, esteja atualmente absorvendo várias galáxias menores dessa forma, como a galáxia anã do Cão Maior e, possivelmente, a Grande e Pequena Nuvens de Magalhães. Acredita-se que a Corrente Estelar de Virgem seja os restos de uma galáxia anã que se fundiu principalmente com a Via Láctea.
Fusão Maior
Tipo de fusão que ocorre entre galáxias de aproximadamente o mesmo tamanho, caso a colisão ocorra em ângulos e velocidades especificas, a fusão acabará expulsando grande parte do gás e da poeira por uma variedade de processos de “feedback”, resultando em uma galáxia elíptica que pode conter mais de um núcleo. Astrônomos acreditam na hipótese desse ser o principal mecanismo de evolução para galáxias elípticas.
Acredita-se que que tal fusão seja capaz de desencadear um estágio de atividade nuclear na galáxia, fenômeno esse que os astrônomos acreditam servir de “motor” para os Quasares. Um estudo propõe que galáxias de grandes dimensões se fundiram, em média, pelo menos uma vez nos últimos 9 bilhões de anos, galáxias menores aparentam interagir com galáxias maiores com mais frequência.

### Colisão entre a Via Láctea e Andrômeda
A Via Láctea e a galáxia de Andrômeda devem colidir em cerca de 4,5 bilhões de anos. Classificada como uma fusão de proporção grande, elas têm tamanhos semelhantes e provavelmente irão passar de galáxias espirais para uma galáxia elíptica gigante.

### Quantidade de gás
Wet merger
Uma fusão molhada “wet merger” ocorre entre galáxias ricas em gás (galáxias "azuis"). As fusões molhadas normalmente produzem uma grande quantidade de formação de estrelas, transformam galáxias de disco em galáxias elípticas e podem desencadear atividade nuclear.
Dry merger
Uma fusão entre galáxias que possuem pouco gás (galáxias "vermelhas") é chamada de seca, “dry merger”. As fusões secas normalmente não mudam muito as taxas de formação de estrelas das galáxias, mas podem desempenhar um papel importante no aumento da massa estelar.
Mixed merger
Fusão mista “mixed merger” ocorre quando uma galáxia rica em gás se funde a uma galáxia pobre em gás.
Damp merger
Uma fusão úmida “damp merger” ocorre da mesma maneira que a fusão mista, porém essa fusão é classificada como “úmida” se houver gás suficiente para alimentar significativamente a formação estelar, mas não o suficiente para formar aglomerados globulares.